# Ajedrez infantil

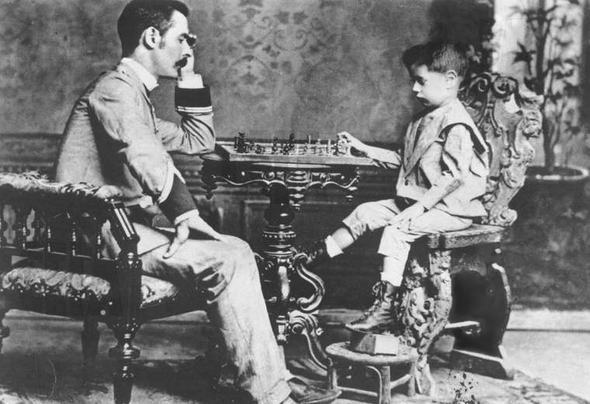
Capablanca jugando con su padre a los 4 años de edad.

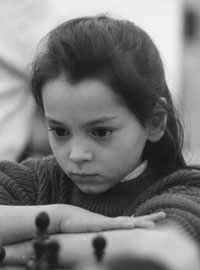
La campeona mundial, Aleksandra Kosteniuk, jugando al ajedrez con siete años.

Si bien el ajedrez es un juego de estrategia de mucha profundidad, muchos ajedrecistas, en especial muchos grandes ajedrecistas de la historia, han aprendido desde la infancia, así tenemos a José Raúl Capablanca que aprendió a los 4 años de edad.
Por la naturaleza de un niño, la enseñanza del ajedrez para infantes es un tema particular y distinto a otros en el ajedrez. Un infante es capaz de aprender el movimiento de las piezas y posteriormente ir comprendiendo temas tácticos y superiores paulatinamente. A partir de los 4 años de edad, muchos ajedrecistas han aprendido a jugar. Por las cualidades de ejercicio y desarrollo mental que el ajedrez desarrolla, muchas escuelas alrededor del mundo ofrece a los niños cursos de ajedrez. 
Recomendaciones de pedagogos profesionales señalan que la mejor forma de motivar a un niño es jugando en su entorno y sin presionarlo explicarle siempre que lo desee, ya que los niños son curiosos por naturaleza y poseen grandes deseos de aprender. La imaginación infantil es un elemento que viene a apoyar significativamente el aprendizaje del juego, muchas veces es más difícil interesar a un adulto que a un niño en el juego. A los niños hay que explicarles el juego primeramente conforme a lo que realmente representa: "Dos reinos que luchan entre sí para defenderse de la amenaza monstruosa del contrario y que quieren capturar al jefe del bando, el rey; todas las piezas de cada uno (de los bandos) son amigos y se apoyan entre sí, a veces para defender al rey, a veces para tratar de atacar al rey del otro o para atrapar las piezas del otro para que no nos lastimen. Para ganar hay que encerrar al rey del otro". 
Los niños aprenden mejor con un juego que tenga solo colores blanco y negro, tanto de sus piezas como del tablero, así se evitan confusiones o explicaciones que distraigan al pequeño. La posición inicial de las piezas se explica haciendo una analogía a un castillo: "las torres en las esquinas, los caballitos amarrados a las torres, el alfil después de cada uno (yendo de los extremos al centro) y la dama en su color y al final el rey que va junto a su novia; los peones que son los soldaditos van al frente para cuidar a todos en el castillo".
Respecto al movimiento de las piezas es necesario apoyarse en la imaginación del niño: "Si un peón nuestro llega hasta el final de su camino entonces podrá rescatar a una de las piezas atrapadas". "El caballo salta", "el peón como es chiquito camina solo un pasito, siempre derechito por que es un soldado, cuando empieza de su casita puede moverse dos pasos por que está descansado", "el peón come con la boca chueca, para un lado o para otro, pero no la puede poner derecha". "El rey como es gordo solo da un paso". "La torre, el alfil y la dama son deportistas y por eso corren mucho, hasta donde quieran para ayudar a sus amigos o atrapar al rey malo".
A un infante que no conoce los conceptos de cuadrado, fila, columna ni conoce las letras (ej. la ele "L"), el movimiento de las piezas es enseñado gradualmente, así para las piezas de largo alcance (las que corren): torre, alfil y dama, el aprendizaje mejor es en el orden indicado y poco a poco. Un buen método para el aprendizaje del movimiento del caballo a infantes que no saben que es una ele (L) o que no saben que es fila ni columna es explicarlo mediante "el caballo salta así: un paso como torre y un pasito como alfil", explicando que debe alejarse en caso de que por intuición simple no lo haga así, que es lo natural en un pequeño.
Una primera "jugada" que pueden aprender los pequeños es la del enroque partiendo desde la posición inicial. Se les explicar que debe "abrir la puerta" para que pueda salir el alfil, seguido del movimiento de este, mover su caballo y la dama para el caso del enroque largo, y una vez libre, cuando el rey y la torre (en cuestión) se puedan decir "hola" entonces hacer el enroque: "el rey camina dos pasitos para saludar a su torre, y la torre brinca al rey".

## Presentaciones

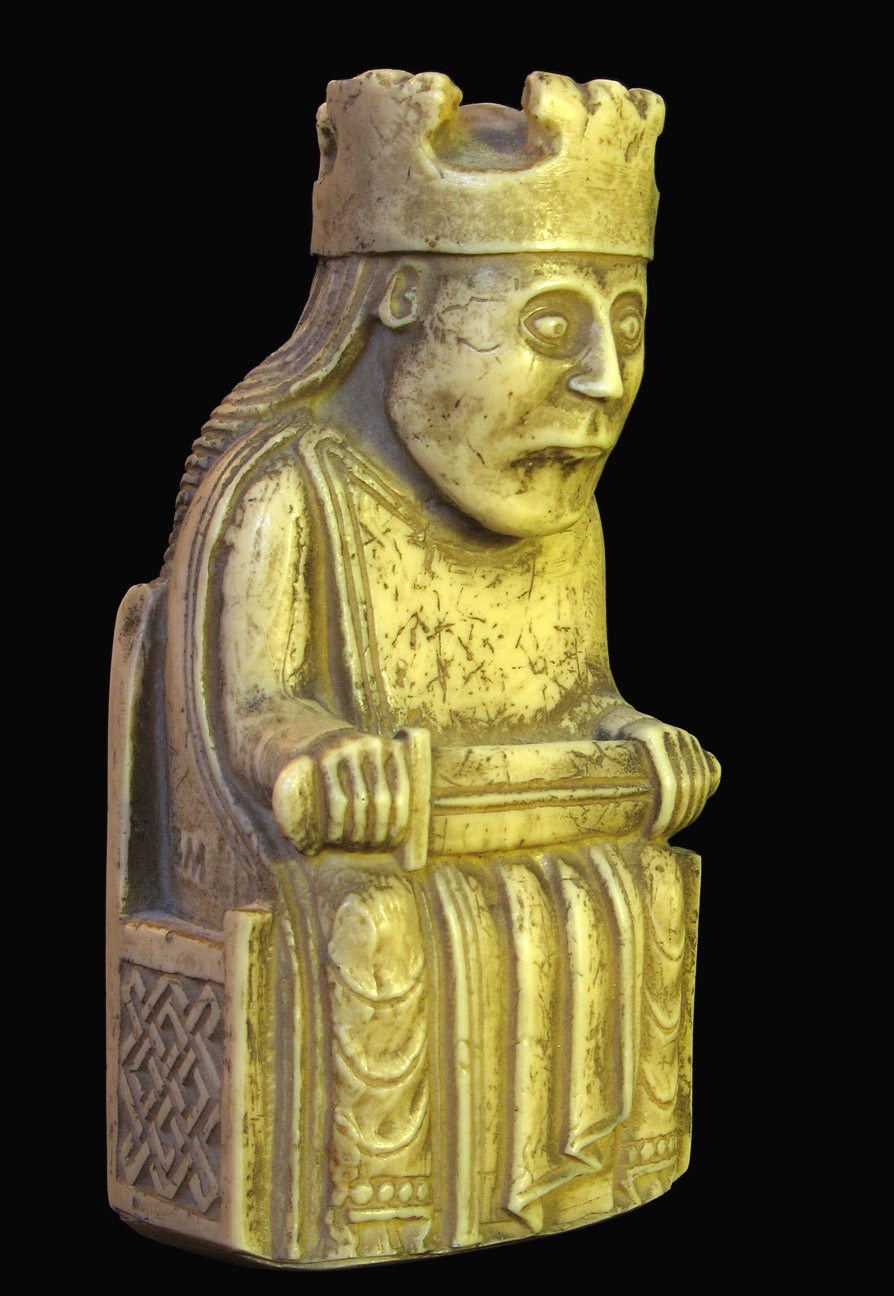
Réplica hecha en resina de una pieza (el rey), perteneciente a un conjunto que data del medievo.

### Diseños
En la actualidad existe una variedad extensa de diseños de las piezas y tablero de los juegos de ajedrez. Esto puede abarcar colores vivos y formas divertidas o rebuscadas; objetos conocidos o personajes caricaturezcos de la animación presentada en la televisión, (dígase los Simpson), o caprichosos personajes ficticios de la fantasía que incluyen dragones y seres mitológicos hechos de pewter (como lo pueden ser algunas miniaturas de metal); también diseños convencionales de materiales y acabados no tan convencionales como lo es el vidrio.
Aunque los diseños no convencionales pueden ser vistosos y divertidos, también pueden presentar un factor de distracción para el novato.
Más aún, en los torneos, como regla general, se utilizan piezas de colores y diseños reglamentarios; diseños que no se conforman con el reglamento vigente pueden no ser aceptables. Es recomendable emplear diseños reglamentarios para el aprendizaje inicial.

### Programas
Existen programas de cómputo diseñados para presentar en forma agradable el ajedrez a los menores.
Véase también: Ajedrez por computadora

## Torneos

### Categorías
Los torneos de ajedrez más importantes para niños y jóvenes, se realizan separándolos por grupos de edades o categorías, denominados categorías menores de ajedrez, siendo las siguientes:
- Sub-8
- Sub-10
- Sub-12
- Sub-14
- Sub-16 y
- Sub-18.

La categoría Sub-12, por ejemplo durante el año 2007 incluye a los niños nacidos entre el 1 de enero de 1995 y el 31 de diciembre de 1996.
Un jugador que durante el año 2007 cumpla 13 años ya no pertenece a la categoría Sub-12, pertenece a la Sub-14, aunque tenga 12 años en la fecha en que se realice el torneo.
Generalmente los torneos se realizan separando a los jugadores por categorías y por género, es decir, habrá una categoría Sub-10, rama másculina y una categoría sub-10, rama femenina.
Por categorías se juegan torneos como el Campeonato Mundial de los Jóvenes, El Festival Panamericano de la Juventud y el Festival Centroamericano de Ajedrez de Categorías Menores, que normalmente se realizan cada año.
Como es de esperarse, cada país que envía a sus jugadores oficiales a participar en un torneo internacional de ajedrez de categorías menores, debería realizar un torneo nacional de ajedrez de categorías menores, para elegir al campeón nacional de ajedrez de cada categoría y rama. Así habrá un campeón nacional sub-10, una campeona nacional sub-10, un campeón nacional sub-12, etc.